# 1529 Oterma

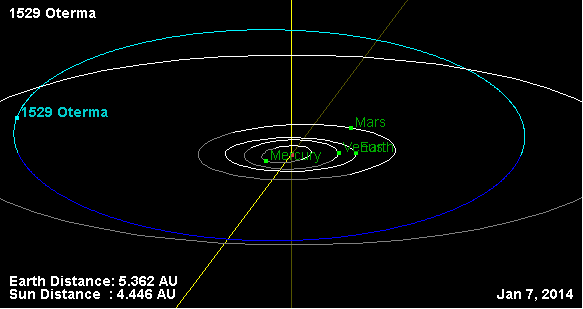
1529 Oterma

1529 Oterma eller 1938 BC är en asteroid upptäckt den 26 januari 1938 av den finska astronomen Yrjö Väisälä vid Storheikkilä observatorium. Asteroiden har fått sitt namn efter den finländska astronomen Liisi Oterma.
Asteroiden tillhör gruppen Hilda-asteroider som är i en 3:2 banresonans med Jupiter.